# Bruno Geslin
 (juin 2014).
Bruno Geslin, né en 1970, est un metteur en scène de théâtre français.

## Biographie
Bruno Geslin fait des études d'histoire de l'art à Paris VIII où il suit l'enseignement d'Yves Pagès, Gilone Brun, Michelle Kokosowski, Michel Vinaver.  
En 1993, il crée à Rennes le Théâtre du Vestiaire en collaboration avec Dany Simon.
En 1996, il est invité en résidence de travail par l’association humanitaire brésilienne Villa Esperanza où il travaille avec des adolescents pour la plupart déscolarisés et réalise avec eux La Belle Échappée, programmé au Festival des arts électroniques de Rennes et au Festival vidéo de Liverpool. En 1998, de retour en France, il travaille avec le Théâtre des Lucioles et réalise des vidéos pour de nombreux spectacles du collectif (entre autres Les Ordures, La Ville et la Mort de Pierre Maillet, L’Inondation d’Élise Vigier).
En 2001 il collabore avec Marcial Di Fonzo Bo sur sa mise en scène de Eva Peron créée à Santiago avec des acteurs chiliens et réalise parallèlement un journal vidéo sur cette création.
En  2004 il réalise sa première mise en scène : Mes jambes si vous saviez quelle fumée…, spectacle inspiré de la vie et de l’œuvre photographique de Pierre Molinier. Le spectacle est présenté par le Festival d'automne au Théâtre de la Bastille. La même année il co-réalise un moyen-métrage avec la comédienne Elise Vigier, La Mort d’une voiture, lequel obtient le prix de qualité du Centre national du cinéma.
Il crée sa propre compagnie en 2006, La Grande Mêlée.
Il est installé à Nîmes.

## Mises en scène
- 2004 : Mes jambes si vous saviez quelle fumée…[3],[4] inspiré de la vie et de l’œuvre photographique de Pierre Molinier
- 2006 : Je porte malheur aux femmes mais je ne porte pas bonheur aux chiens, avec le comédien Denis Lavant d'après l'œuvre de Joë Bousquet. Créé au Théâtre de la Bastille[7]
- 2008 : Crash(s) Variations ![8] inspiré des écrits de JG Ballard4. Spectacle créé au festival Antipodes au Quartz à Brest
- 2008 : Kiss me Quick[9] d'après des entretiens réalisés par Susan Meiselas[10]
- 2008 : Paysage(s) de fantaisie[11] d’après le roman de Tony Duvert. Pièce créée avec les élèves du Conservatoire à rayonnement régional de Montpellier, à la demande du directeur Ariel Garcia-Valdès
- 2012 : Qu’une tranche de pain[12] d’après le texte de Rainer Werner Fassbinder, créé avec les élèves du CRR de Montpellier, à la demande du directeur Ariel Garcia-Valdès
- 2012 : Dark Spring[13] inspiré d’une nouvelle d’Unica Zürn, avec la comédienne Claude Degliame et le groupe de rock Coming Soon[14]
- 2013 : re-création de Mes jambes si vous saviez quelle fumée… avec les comédiens Pierre Maillet, Élise Vigier et Nicolas Fayol
- 2013 : Un homme qui dort[15] d’après le roman de Georges Perec avec l’interprète Nicolas Fayol et le violoncelliste Vincent Courtois
- 2013 : Indélogeables, un spectacle de cirque avec les élèves de l’Académie Fratellini[16]
- 2014 : Épisodes 1 et 2 de la saison 2 de la série théâtrale Une faille[17], sur une commande de Mathieu Bauer, directeur du Nouveau Théâtre de Montreuil
- 2015 : Chroma[18] d'après l’œuvre de Derek Jarman, Théâtre de l'Archipel ; reprise Théâtre des Quartiers d'Ivry[19], 2020
- 2015 : Amontonado, un spectacle de cirque avec les élèves de l’Académie Fratellini[20]
- 2020-22 : Le feu, la fumée, le soufre, d'après Édouard II (Marlowe), avec Jean-Michel Rabeux

## Autres travaux
- 1995 : La Belle Échappée, long-métrage réalisé avec des adolescents de l’association Villa Esperanza au Brésil
- 2004 : La Mort d'une voiture, moyen métrage co-réalisé avec la comédienne Elise Vigier

### Sources
- Entretien avec Leïla Mebarek, « Fiers d'eux », France Bleu Gard Lozère, 17 février 2017